# Одуро, Доминик (1985)
Доминик Оду́ро (англ. Dominic Oduro; родился 13 августа 1985 года в Аккра, Гана) — ганский футболист, полузащитник клуба. Выступал в сборной Ганы.

## Клубная карьера

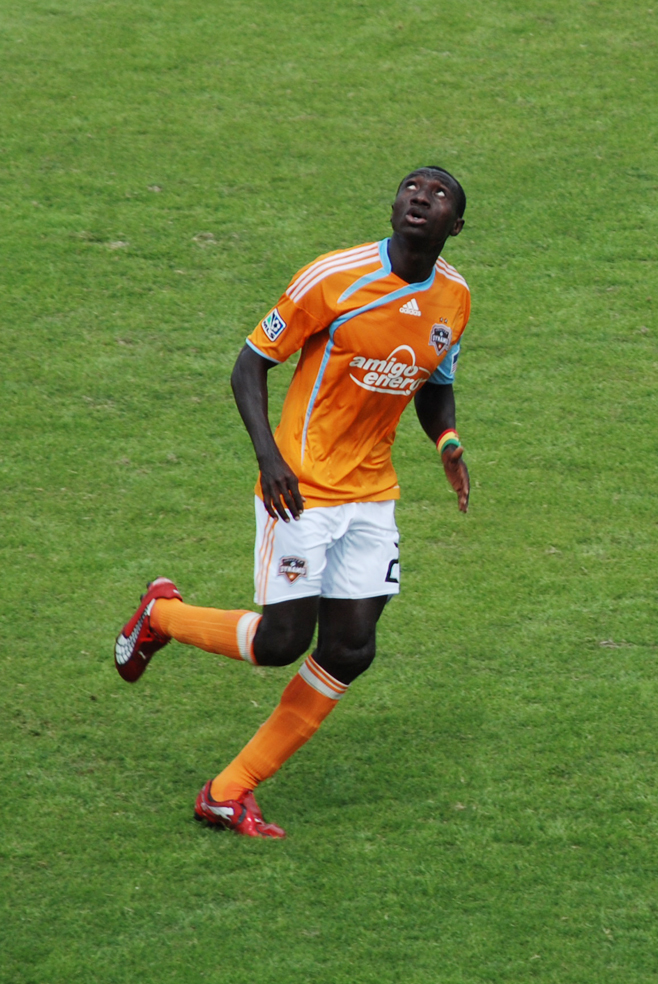
Одуро в составе «Хьюстон Динамо» (2010 год)

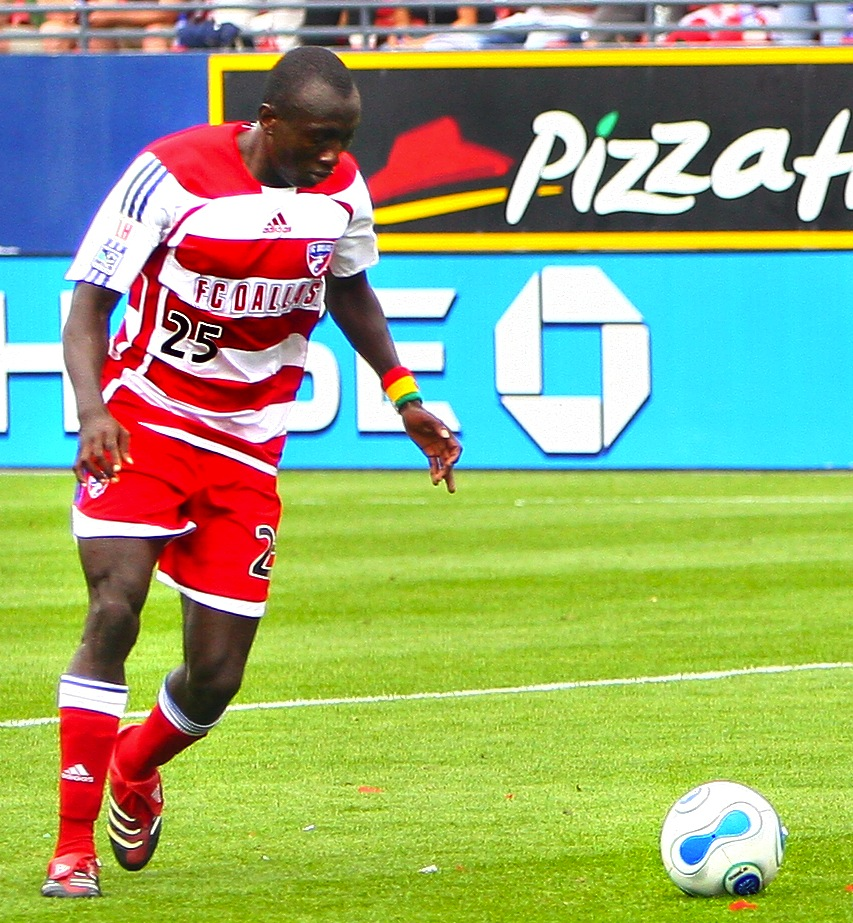
Доминик в составе клуба «Даллас» (2007 год)

Одуро начал заниматься футболом на родине. В 2004 году он уехал на учёбу в США и там выступал за футбольные команды учебных заведений. После окончания обучения недолго играл за клуб USL PDL «Ричмонд Кикерс Фьюче».
В 2006 году в первом раунде драфта Доминик был выбран клубом «Даллас». 26 июня он дебютировал в MLS. 8 июля в поединке против «Нью-Йорк Ред Буллз» Одуро забил свой первый гол за команду.
В начале 2009 года он был обменян на Дейва ван дер Берга в «Ред Буллз». 5 апреля в поединке против «Чикаго Файр» Доминик дебютировал за «быков».
Одуро не смог заиграть в Нью-Йорке и спустя пять месяцев был обменян в «Хьюстон Динамо» на два драфт-пика. 31 мая в матче против канадского «Торонто» он дебютировал за клуб из Хьюстона. 25 октября в поединке против «Чивас США» Доминик забил свой первый гол за новую команду. После сезона 2010 Одуро не стал продлевать контракт с «Динамо», намереваясь устроиться за рубежом, но не сумев сделать этого, 2 марта 2011 года переподписал контракт с «Динамо».
23 марта 2011 года Доминик был обменян на Кэлена Карра в «Чикаго Файр». 26 марта в матче против «Спортинг Канзас-Сити» он дебютировал за новый клуб. 17 апреля в поединке против «Лос-Анджелес Гэлакси» Одуро забил свой первый гол за «огней». Забив в первом сезоне 12 мячей Доминик стал лучшим бомбардиром команды.
В феврале 2013 года Одуро был обменян в «Коламбус Крю» на Дилли Дуку и право первого выбора свободного агента Робби Роджерса. 3 марта в матче против «Чивас США» Доминик дебютировал за «Крю». В этом же поединке он забил свой первый гол за команду. В первом сезоне Одуро показал хороший результат, забив 13 мячей, но во втором не мог забить на протяжении 11 поединков.
6 июня 2014 года он был обменян на Альваро Рея в «Торонто». 7 июня в матче против «Сан-Хосе Эртквейкс» Доминик дебютировал за канадский клуб. 13 июля в поединке против своего бывшего клуба «Хьюстон Динамо» Одуро забил первый гол за «Торонто».
В начале 2015 года Доминик перешёл в «Монреаль Импакт» за распределительные средства. 7 марта в матче против «Ди Си Юнайтед» он дебютировал за новый клуб. 9 мая в поединке против «Портленд Тимберс» Одуро забил свой первый гол за «Монреаль».
8 августа 2018 года Одуро был обменян в «Сан-Хосе Эртквейкс» на Куинси Амарикву. За северокалифорнийский клуб он дебютировал 18 августа в матче против «Торонто», заменив на 89-й минуте Магнуса Эрикссона. По окончании сезона 2018 контракт Одуро с «Сан-Хосе Эртквейкс» истёк.
15 февраля 2019 года Одуро подписал контракт с клубом Чемпионшипа ЮСЛ «Шарлотт Индепенденс». Дебют за «Шарлотт Индепенденс», в матче против «Инди Илевен» 16 марта, он отметил голом.

## Международная карьера
1 марта 2012 года в товарищеском матче против сборной Чили Одуро дебютировал за сборную Ганы.